# Eucyclops brevifurcatus
Eucyclops brevifurcatus – wątpliwy gatunek widłonoga z rodziny Cyclopidae. Opisał go w 1925 roku włoski zoolog Remo Grandori (1885–1955), nadając mu nazwę Leptocyclops brevifurcatus. W bazie World Register of Marine Species takson ten ma status nomen nudum.